# Erni Arneson
Erni Arneson f. Buchtrup (12. september 1917 i Aarhus – 8. december 2006) var en dansk skuespillerinde, der debuterede i 1942 ved Lulu Ziegler Cabaretten. I årene derefter betydelige roller bl.a. på Allé Scenen, Det ny Teater, Folketeatret og Frederiksberg Teater.
Under 2. verdenskrig mødte hun amerikaneren Walt Arneson, som hun giftede sig med og tog hans efternavn. I 1948 flyttede hun til USA, hvor hun forsøgte at slå igennem som skuespillerinde og nåede da også at optræde både på teater og på tv. En overgang ernærede hun sig også som ejendomsmægler og arkitekt i Hollywood.
Efter hjemkomsten optrådte hun en enkelt sæson i Cirkusrevyen, til hun som oberstinde trak sig tilbage fra offentligheden i Ringsted. Dog nåede hun at indspille en række film også i de senere år.
Fra 1972-1984 underviste hun som talelærer ved Statens Teaterskole.
Fra 1948 til 1950 var hun gift med skuespilleren Preben Mahrt. Senere giftede hun sig med oberst Heinrich L. Hersom i 1955 og skiftede navn til Erni Arneson Hersom; dog fortsatte hun brugen af Erni Arneson som sit kunstnernavn. Hun og oberst Hersom var gift til hans død i 1986. Sammen fik de sønnen Louis Hersom (født 1956).

## Filmografi
- Baby på eventyr – 1942
- Vi kunne ha' det så rart – 1942
- Det kære København – 1944
- I går og i morgen – 1945
- Billet mrk. – 1946
- Jeg elsker en anden – 1946
- Ta', hvad du vil ha' – 1947
- Mani (film) – 1947
- Mens porten var lukket – 1948
- I de lyse nætter – 1948
- I kongens klær – 1954
- Min datter Nelly – 1955
- Mig og min familie – 1957
- Baronessen fra benzintanken – 1960
- Trekanter – 1969
- Tænk på et tal – 1969
- Ballade på Christianshavn – 1971
- I morgen, min elskede – 1971
- Olsen-banden på sporet – 1975
- Henover Midten- 1982
- Den kroniske uskyld – 1985
- Sidste akt – 1987
- Sort høst – 1993
- Carlo og Ester – 1994
- Sunes familie – 1997
- Efter brylluppet – 2006